# Доминиканский янтарь

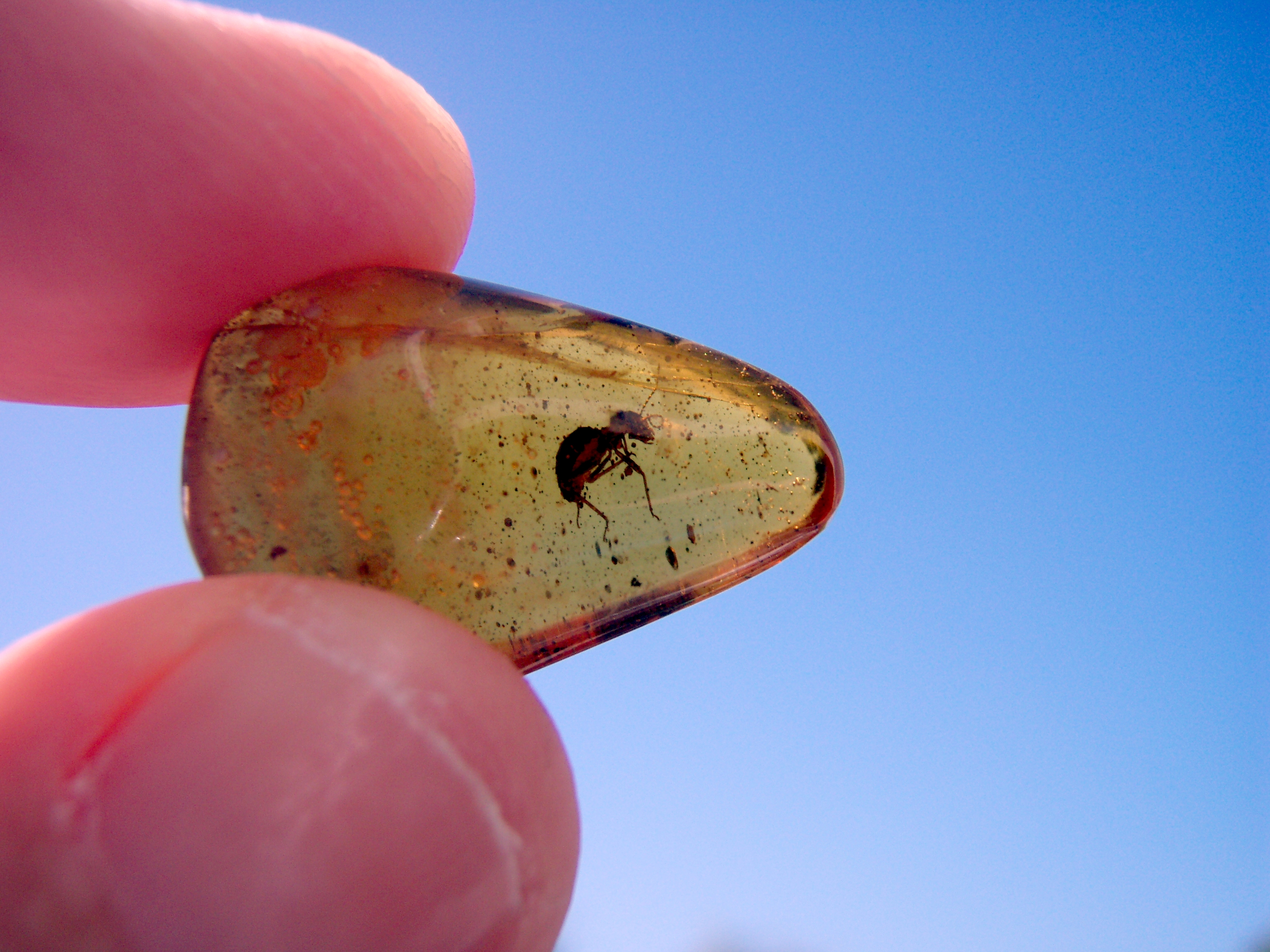
Рабочий термит в куске Доминиканского янтаря

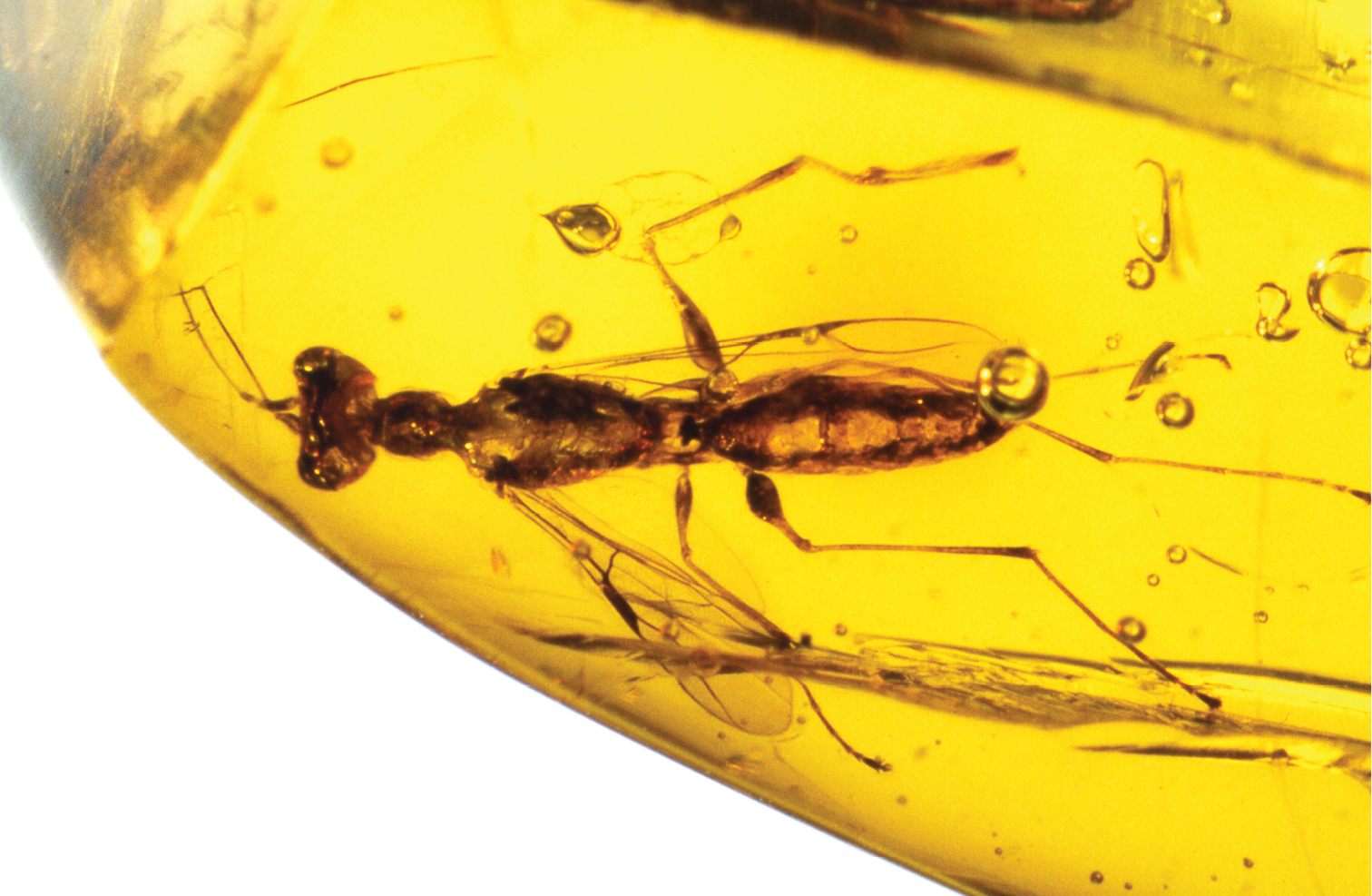
Оса дриинида в куске Доминиканского янтаря

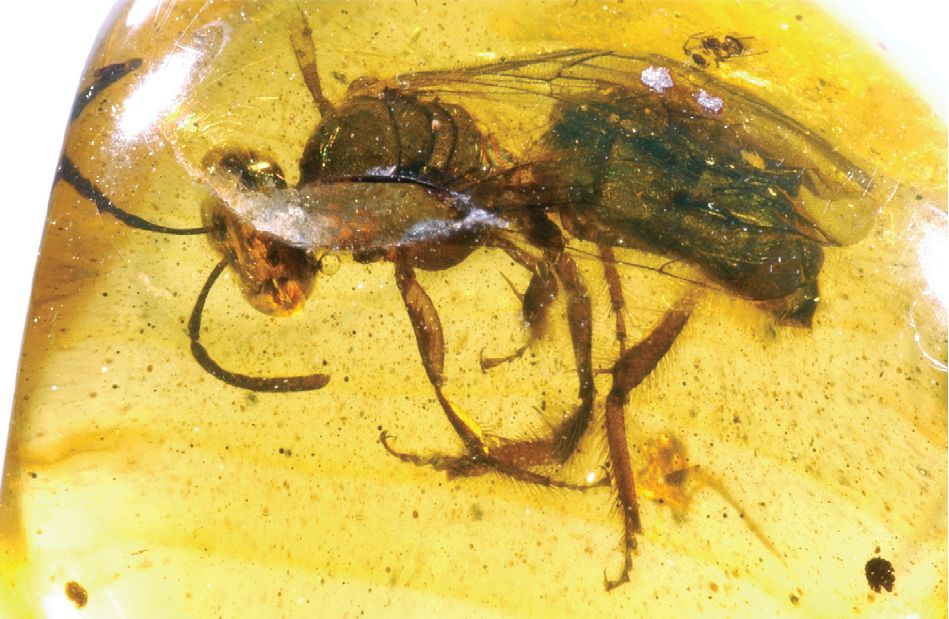
Самка ископаемой пчелы Oligochlora semirugosa из Доминиканского янтаря

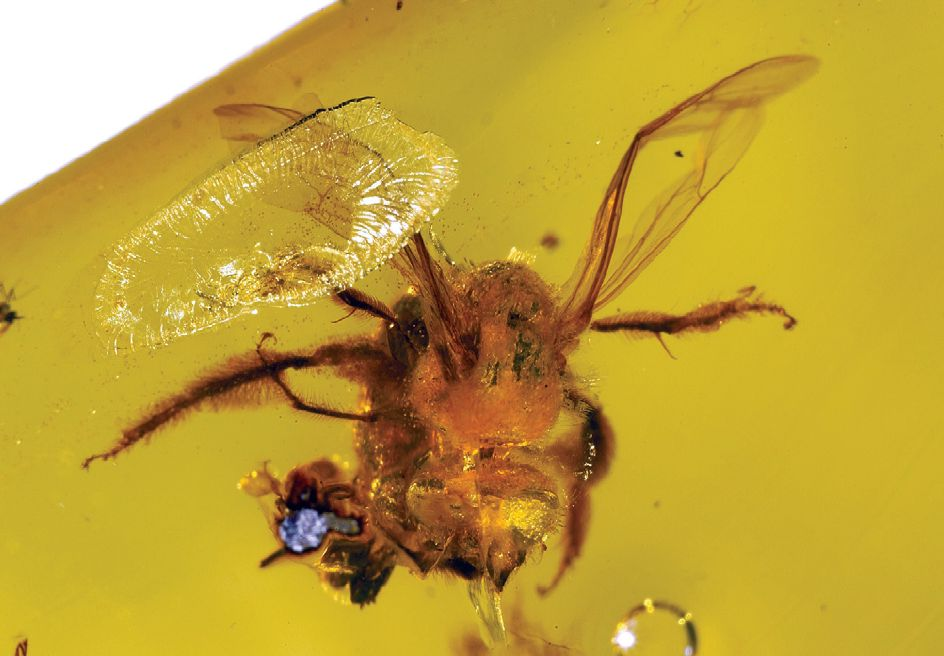
Самка ископаемой пчелы Nesagapostemon moronei из Доминиканского янтаря

Доминиканский янтарь — вид янтаря (самый массовый в тропиках и второй в мире после балтийского янтаря), обнаруживаемый в восточной части острова Гаити (Карибское море) в Доминиканской Республике.

## Описание
Доминиканский янтарь чаще бывает жёлтого цвета, а также красного, зелёного и, значительно реже, синего цвета.
Синий янтарь встречается, главным образом, в шахте Пало Кемадо (Palo Quemado mine) к югу от La Cumbre.
Все месторождения доминиканского янтаря занимают площадь около 400 км² в горах Кордильера-Септентриональ на высоте 500–1000 метров над уровнем моря. Среди крупных месторождений La Cumbre, La Toca, Palo Quemado, La Bucara, Los Cacaos, Bayaguana/Sabana de la Mar и другие.
Коллекции доминиканского янтаря демонстрируются в музее янтаря Museo del Ambar Dominicano (Сан-Фелипе-де-Пуэрто-Плата), а также в музее Amber World Museum в Санто-Доминго.
Доминиканский янтарь образовался из окаменевшей смолы ископаемого дерева Hymenaea protera (род Hymenaea, семейство Бобовые). От самого массового и известного балтийского янтаря отличается большей прозрачностью и относительно большим количеством ископаемых включений, инклюзов. Это позволило подробно восстановить структуру давно исчезнувших экосистем тропических лесов.

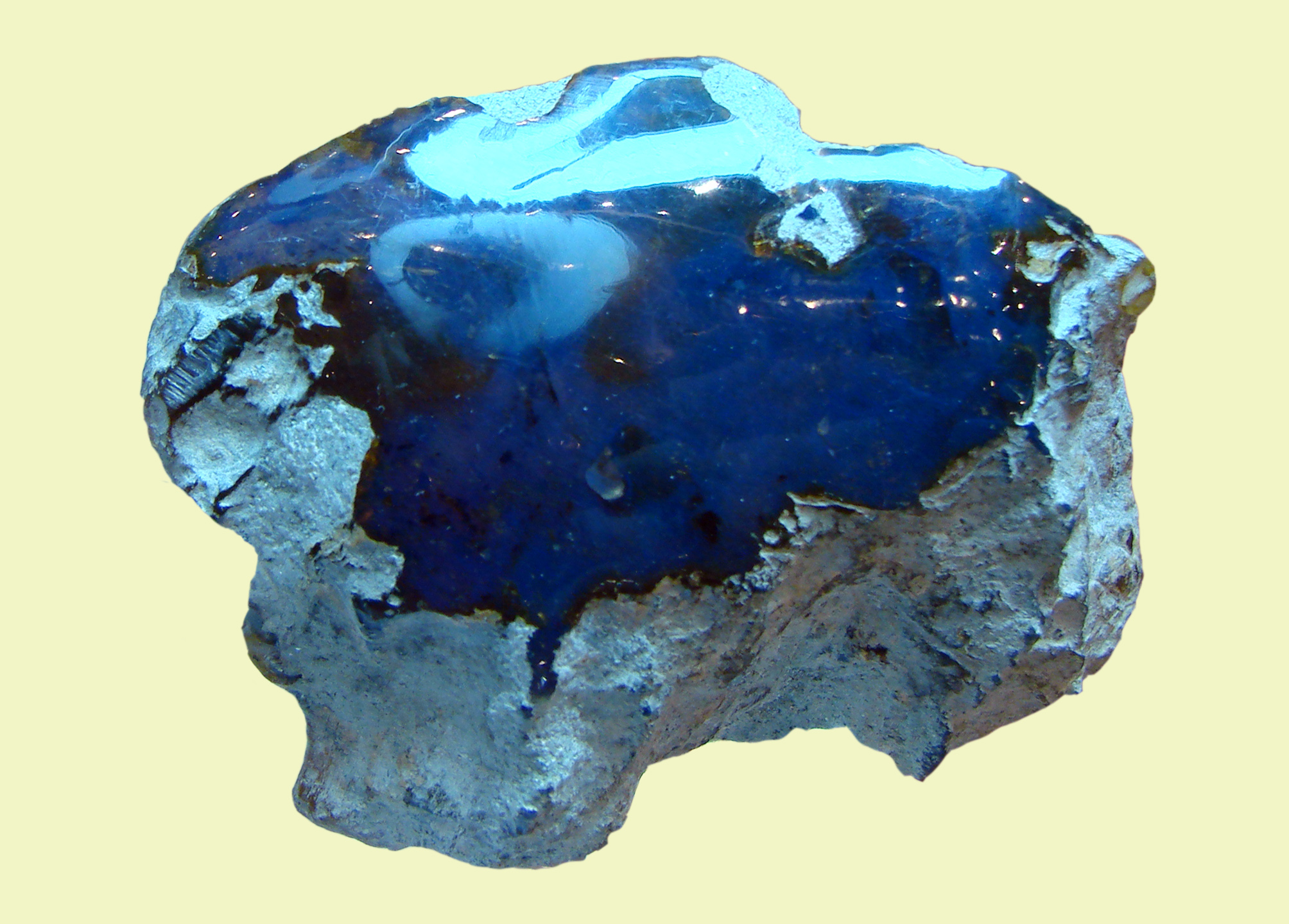
Голубой доминиканский янтарь
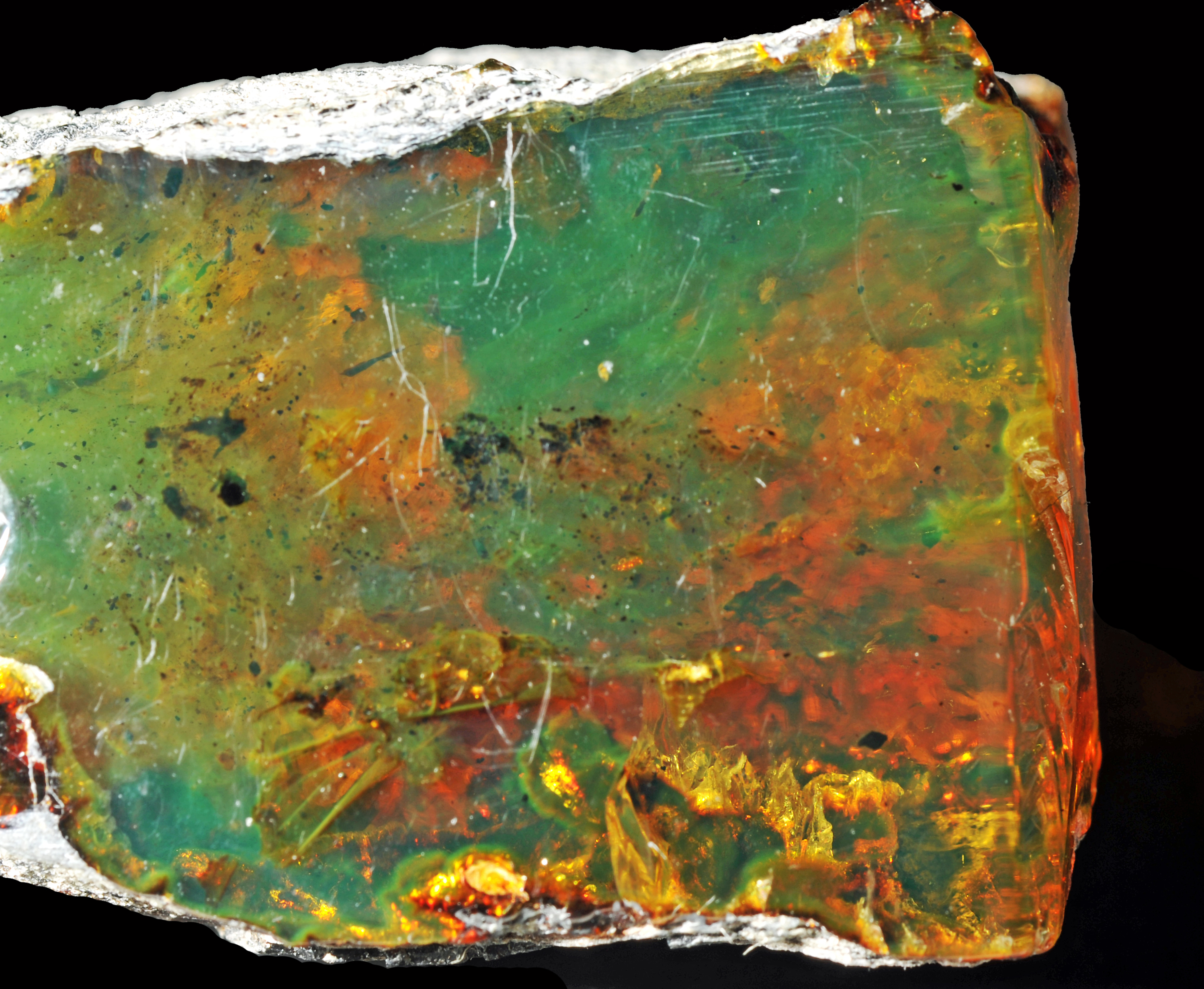
Порода с янтарями
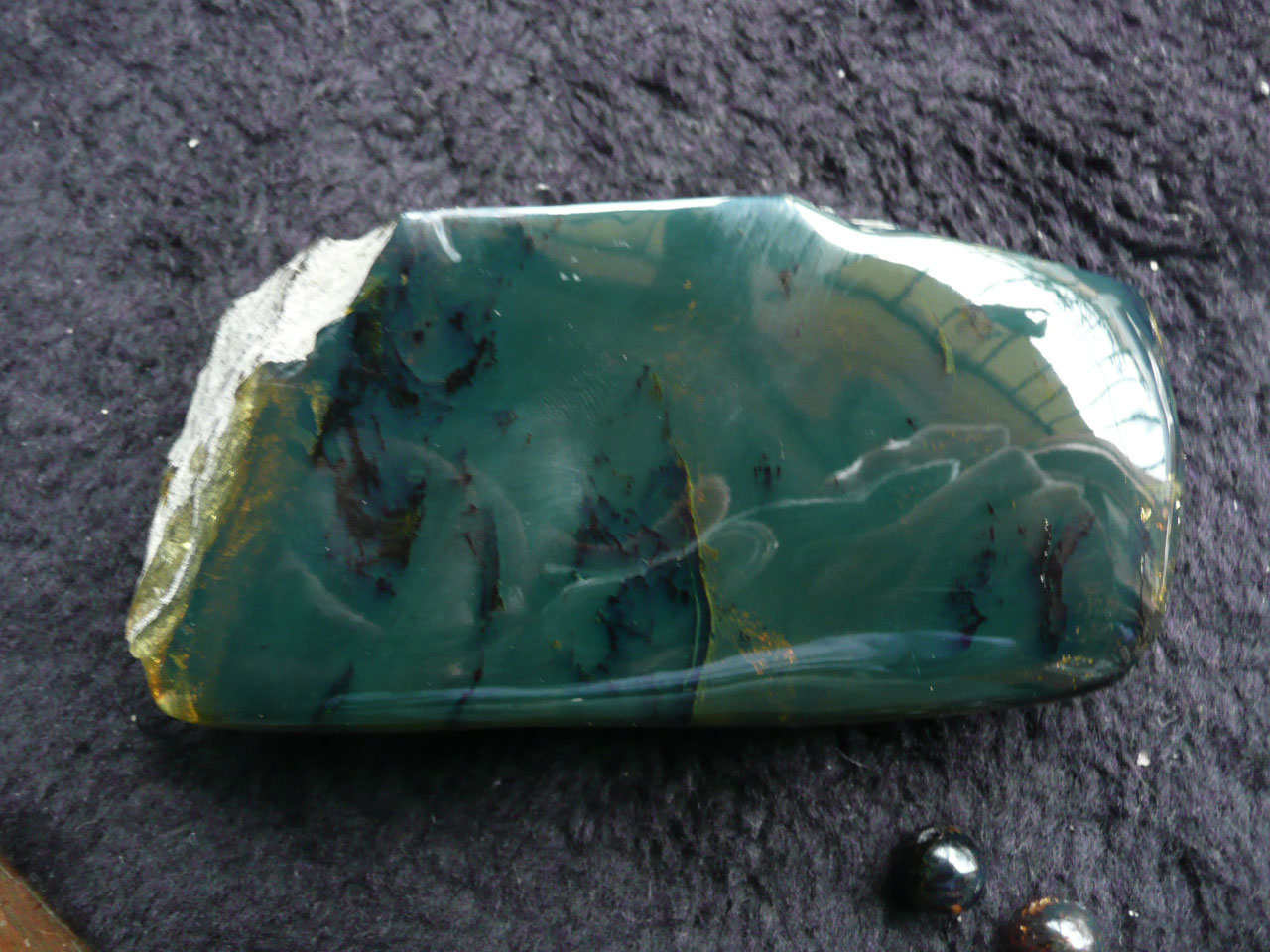
Зелёный доминиканский янтарь

## История изучения
Первое упоминание о наличии инклюзов в доминиканском янтаре относится к 1939 году, первый вид насекомых был описан оттуда в 1964 году. Им стала безжальная пчела Proplebeia dominicana (Wille & Chandler, 1964). В 1970-1980-е годы изучение энтомофауны доминиканского янтаря активизировалось, особенно же активно оно ведется в последние два десятилетия.

## Возраст
Возраст янтаря из доминиканского месторождения первоначально был определён в ~40 млн лет (эоцен), но впоследствии такая датировка была оспорена и указан возраст 23—30 (олигоцен) или 15—20 (миоцен) млн лет.
В результате сравнительного анализа возраста разных видов янтаря были получены следующие данные (в млн. лет):
- Доминиканский (Доминик. Респ.) — 15—20 (ранее 40, или 23—30)
- Мексиканский янтарь (Чьяпас) — 22—26
- Саксонский янтарь, или Биттерфельдский янтарь — около 40
- Ровенский янтарь (Украина, г. Ровно) — около 40
- Балтийский янтарь — около 40
- Hat Creek (Британская Колумбия, Канада) — 50—55
- Камбейский (Гуджарат, Индия) — 52—55
- Канадский (Альберта, Манитоба) — 70—80
- Нью-Джерсийский янтарь (США) — 65—95
- Бирманский (Мьянма) — 97—105
- Таймырский (Сибирь, Россия) — 78—115
- Испанский (Алава, San Just) — 100—115
- Шарантийский янтарь (Франция)) — 100—105
- Ливанский (Ливан) — 130—135[13]

## Флора доминиканского янтаря
- Hymenaea protera
- Palaeoraphe
- Roystonea palaea

## Фауна доминиканского янтаря
См. также Инклюзы доминиканского янтаря
По состоянию на 2020 год описано более 520 видов насекомых в составе 21 отряда.
- Acanthognathus poinari Baroni Urbani, 1994 (муравей)[16]
- Anochetus conisquamis
- Anochetus exstinctus
- Apterostigma eowilsoni (муравьи-грибководы)[17]
- Araneagryllus (сверчки)
- Archeatelura Mendes, 1997[18]
- Augochlora leptoloba (пчела)
- Bocchus vetustus Olmi, 1989 (оса)[19]
- Cephalotes serratus[20]
- Dryinus grimaldii (оса)
- Dryinus rasnitsyni
- Eickwortapis (пчела)
- Electromyrmococcus[21]
- Leptofoenus pittfieldae (наездник)
- Lutzomyia adiketis[22]
- Neocorynura electra (пчела)
- Nesagapostemon (пчела)
- Nesomyrmex dominicanus (de Andrade, 1999) (муравей)[23]
- Oligochlora (пчела)
- Oxyidris[24]
- Paleoleishmania neotropicum (трипаносомы)[22]
- Paraponera dieteri Baroni Urbani, 1994[25][26]
- Protopaussus pristinus Nagel, 1997[27]
- Pulex larimerius Lewis et Grimaldi, 1997 (блохи)[28]
- Sphaerodactylus dommeli[29]
- Tainosia (цикадка)[30]
- Termitaradus mitnicki (клопы)
- Triatoma dominicana (клопы)
- Trypanosoma antiquus (трипаносомы)
- Tyrannasorus rex (жуки)